# 디 애드버킷
디 애드버킷(The Advocate)은 미국 캘리포니아주 로스앤젤레스에서 발행되는, LGBT를 구매 대상으로 한 잡지이다.
1967년에 발간된 초기에는 불과 12페이지의 로컬 잡지였으며, 내용은 포르노를 포함한 것으로, 게이 남성만을 대상으로 했다. 1990년대에는 포르노가 배제되고, 레즈비언을 위한 내용도 추가되었다. 현재는 격주 발행으로 미국 전역과 캐나다에서 널리 읽히고있다. 성인 잡지가 아니기 때문에 일반 서점에서도 구입할 수 있다.